# Мельцов, Юрий Вильгельмович
Юрий Вильгельмович Мельцов (28 апреля 1952, пос. Арти, Артинский район, Свердловская область, РСФСР — 30 июля 2016, там же) — советский и российский тренер по самбо, заслуженный тренер России.

## Биография
Родился в деревне Конёво Артинского района. Мать, Антонина Ивановна, работала на совхозной пасеке пчеловодом. Рос без отца.
Окончил 4 класса в начальной школе Конёво, после чего переведен учиться в Сажинскую среднюю школу (в 5км от Конёво). Окончил школу в 1969 году.
После школы поступил в Свердловский сельскохозяйственный институт на факультет механизации, где увлекся борьбой самбо. Участвовал во многих соревнованиях, был вторым на первенстве России, два раза занимал 3-е место среди студентов на первенстве СССР.
После окончания института полгода проработал автомехаником в совхозе "Ударник", потом был призван в армию. С 1976 по 1980 снова работал в совхозе "Ударник", был управляющим Конёвским отделением. Тогда же начал тренерскую работу с детьми.
Мастер спорта СССР по борьбе самбо и дзюдо (1981).
С 1980 г. — тренер-преподаватель, с 2005 г. — директор ДЮСШ пос. Арти. Среди учеников — чемпион Европы Алексей Егоров.
Судья Международной категории по самбо 3-го класса.
Заслуженный тренер России.
Скончался 30 июля 2016 года. Похоронен на Артинском кладбище.